# Красноярка (посёлок, Кемеровская область)
Красноя́рка — упразднённый посёлок в Ленинск-Кузнецком районе Кемеровской области. Входил в состав Подгорновского сельского поселения. Исключен из учётных данных в 2024 году.

## География
Центральная часть населённого пункта расположена на высоте 179 м над уровнем моря.

## Население
| 2010 |
| ---- |
| 0    |

### Половой состав
По данным Всероссийской переписи населения 2010 года, в посёлке Красноярка не числится постоянного населения.